# Ti presento un'amica
Ti presento un'amica è un film italiano del 1987 diretto da Francesco Massaro.

## Trama
Nagra è una giovane aspirante giornalista in cerca di lavoro che condivide l'appartamento con Mauro, innamorato non ricambiato di lei e alla ricerca di successo come attore. A una sfilata di moda la ragazza conosce Claudio, un giornalista impiegato alla Rai che, innamorandosi di lei, cerca di aiutarla. Poi, Nagra diventa amica di Brunetta, un'affascinante direttrice di pubbliche relazioni nel mondo della moda, amante da tempo di Lionello, chirurgo sposato con Cristina.
Tuttavia, la storia di Brunetta con Lionello si interrompe bruscamente poiché quest'ultimo, di cui lei è veramente innamorata nonostante sappia essere egoista e bugiardo, incomincia a frequentare la giovanissima maestra di nuoto Marina. Ma questa inizia a perseguitarlo col suo amore possessivo: a questo punto Lionello torna da Brunetta che a malincuore lo perdona. Nagra nel frattempo viene assunta come giornalista: il capo di Claudio, dopo aver trascorso una notte d'amore con lei, capisce che la giovane è valida anche come professionista e la fa assumere alla Rai.
Per Nagra il grande sogno è raggiunto, ma Claudio, umiliato per il tradimento di lei e per il suo successo sul lavoro, la lascia trasferendosi a Milano. Anche Mauro, stanco dei capricci della ragazza, si rifiuta di consolarla. Brunetta, che è tornata con Lionello, dal quale però si aspetta qualsiasi vigliaccata, durante una importante sfilata di moda, presenta Nagra al suo uomo. I due simpatizzano subito e si ripromettono di andare a cena insieme.